# 秩父帯
秩父帯（ちちぶたい、英: Chichibu zone）は、日本の房総半島から関東山地、赤石山脈、紀伊山地、四国山地、九州山地を経て沖縄本島までの長さ1,500キロメートルにわたって帯状に分布する地体構造区分の一つである。西南日本外帯に属し、主にジュラ紀の付加体からなる。埼玉県秩父地方より命名。

## 構造
北側では御荷鉾構造線（みかぼこうぞうせん）を境に三波川帯と接し、南側は仏像構造線を境に四万十帯と接している。東西方向の断層によって3つの地帯に区分され、それぞれ北から順に北帯、中帯（黒瀬川帯）、南帯（三宝山帯）となっている。

## 形成
海洋プレートの沈み込みによって形成される舌端状の付加体が作られていった。秩父帯の地層の堆積年代は石炭紀からジュラ紀にわたる。

## 研究史
秩父帯の研究は、1887年、大塚専一が帝国大学理科大学地質学科を卒業する際にまとめた卒業論文において「秩父古生層」として取り上げたことにさかのぼる。年代的に古生代のものと思われたことからの命名であるが、1970年代以降の研究で石炭紀（古生代後半）からジュラ紀（中生代中期）に形成された付加体であることが明らかになってきた。

## 分布

### 関東地方
銚子市付近から千葉市、川崎市、立川市あたりまでは厚い堆積層の下で明瞭でない。山間部ではあきる野市～飯能市から秩父市、北は藤岡市鬼石町、御荷鉾山、西は群馬県南牧村と広範囲に及んでいる。

### 中部地方
長野県佐久穂町～南相木村、長野県南牧村から諏訪湖付近を経て中央構造線に平行に南下し、飯田市上村のしらびそ高原、そして水窪付近で中央構造線と交わり、豊橋市、渥美半島などで見られる。

### 近畿地方
志摩半島から大台ケ原を経て和歌山県有田川流域にかけて分布するが、中央部では欠如している。

### 四国地方
徳島県阿南市の橘湾付近から始まり、剣山を通って香南市の三宝山、いの町、横倉山、さらには四国カルストを含んで西予市へと続いている。

### 九州地方
臼杵市から高千穂町を経て球磨川下流、八代市へ続く。

### 南西諸島
沖縄本島の本部半島は秩父帯であると考えられる。